# سایادیان
سایادیان (زبان ارمنی: Սայադյան), یکی از نام‌های خانوادگی رایج در میان ارمنیان می‌باشد.
- آرامائیس سایادیان
- باگرات سایادیان
- سوزانا سایادیان
- کارلوس سایادیان
- سایات‌نووا